# Schermen op de Paralympische Zomerspelen 1992
Op de IXe Paralympische Spelen die in 1992 werden gehouden in het Spaanse Barcelona was, waar ook dat jaar de Olympische Spelen werden gehouden. Dit was de laatste keer dat de Zomer en de Winter Spelen in hetzelfde jaar werden gehouden. Schermen was een van de 16 sporten die werden beoefend tijdens deze spelen. Voor Nederland waren er geen schermers op deze spelen actief.

## Mannen

### Floret
| \| Rank \| Land \| \| ---- \| --------- \| \| 1 \| Frankrijk \| \| 2 \| Duitsland \| \| 3 \| Italië \| |           |
| Rank                                                                                                   | Land      |
| 1 | Frankrijk |
| 2 | Duitsland |
| 3 | Italië    |

| Klasse | land | Goud            | land | Zilver            | land | Brons             |
| ------ | ---- | --------------- | ---- | ----------------- | ---- | ----------------- |
| 2      | FRA  | Jean Rosier     | ITA  | Soriano Ceccanti  | GER  | Uwe Bartmann      |
| 3-4    | FRA  | Arthur Bellance | GER  | Wilfried Lipinski | FRA  | Christian Lachaud |

### Degen
| \| Rank \| Land \| \| ---- \| --------- \| \| 1 \| Frankrijk \| \| 2 \| Hongkong \| \| 3 \| Duitsland \| |           |
| Rank | Land      |
| 1 | Frankrijk |
| 2 | Hongkong  |
| 3 | Duitsland |

| Klasse | land | Goud            | land | Zilver       | land | Brons          |
| ------ | ---- | --------------- | ---- | ------------ | ---- | -------------- |
| 2      | HUN  | Pal Szekeres    | HKG  | Sze Kit Chan | FRA  | Andre Hennaert |
| 3-4    | FRA  | Arthur Bellance | FRA  | Yvon Pacault | FRA  | Robert Citerne |

### Sabel
| \| Rank \| Land \| \| ---- \| ------------------- \| \| 1 \| Frankrijk \| \| 2 \| Duitsland \| \| 3 \| Verenigd Koninkrijk \| |                     |
| Rank | Land                |
| 1 | Frankrijk           |
| 2 | Duitsland           |
| 3 | Verenigd Koninkrijk |

| Klasse | land | Goud           | land | Zilver            | land | Brons             |
| ------ | ---- | -------------- | ---- | ----------------- | ---- | ----------------- |
| 2      | FRA  | Pascal Durand  | HKG  | Sze Kit Chan      | FRA  | Andre Hennaert    |
| 3-4    | GER  | Wolfgang Kempf | FRA  | Christian Lachaud | GER  | Wilfried Lipinski |

## Vrouwen

### Floret
| \| Rank \| Land \| \| ---- \| --------- \| \| 1 \| Italië \| \| 2 \| Frankrijk \| \| 3 \| Spanje \| |           |
| Rank                                                                                                | Land      |
| 1                                                                                                   | Italië    |
| 2                                                                                                   | Frankrijk |
| 3                                                                                                   | Spanje    |

| Klasse | land | Goud             | land | Zilver           | land | Brons                    |
| ------ | ---- | ---------------- | ---- | ---------------- | ---- | ------------------------ |
| 2      | GER  | Esther Weber     | ITA  | Mariella Bertini | ESP  | Gema Victoria Hassen Bey |
| 3-4    | ESP  | Francisca Bazalo | FRA  | Josette Bourgain | ITA  | Laura Presutto           |

### Degen
| Klasse | land | Goud             | land | Zilver               | land | Brons          |
| ------ | ---- | ---------------- | ---- | -------------------- | ---- | -------------- |
| 2      | ITA  | Mariella Bertini | FRA  | Veronique Soetemondt | GER  | Esther Weber   |
| 3-4    | FRA  | Patricia Picot   | FRA  | Josette Bourgain     | ITA  | Laura Presutto |

Atletiek · Bankdrukken · Basketbal · Boogschieten · Boccia · CP-voetbal · Gewichtheffen · Goalball · Judo · Schermen · Schietsport · Tafeltennis · Tennis · Volleybal · Wielersport · Zwemmen
Rome 1960 ·
Tokio 1964 ·
Tel Aviv 1968 ·
Heidelberg 1972 ·
Toronto 1976 ·
Arnhem 1980 ·
New York & Stoke Mandeville 1984 ·
Seoel 1988 ·
Barcelona 1992 ·
Atlanta 1996 ·
Sydney 2000 ·
Athene 2004 ·
Peking 2008 ·
Londen 2012 ·
Rio de Janeiro 2016 ·
Tokio 2020 ·
Parijs 2024 ·
Los Angeles 2028